# Werner Zirngibl
Werner Zirngibl (* 4. September 1956 in München) ist ein ehemaliger deutscher Tennisspieler.  Er spielte für Deutschland im Davis Cup.

## Leben und Karriere
Zirngibl begann 1973 an Profiturnieren teilzunehmen. Den einzigen Sieg bei einem Grand-Prix-Turnier feierte er am 12. Juni 1978 in Brüssel, als er gegen den Argentinier Ricardo Cano in vier Sätzen gewann. Seine höchste Platzierung in der Weltrangliste erreichte er mit Rang 86 im Juni 1979. 
Zuvor hatte er beim Turnier in Roland Garros die zweite Runde erreicht. Konstantere Erfolge wies Zirngibl als Doppelspieler auf: 1978 erreichte er mit verschiedenen Partnern bei fünf Turnieren das Viertelfinale. An der Seite von Andreas Maurer schied er im April 1979 in Monte Carlo erst im Halbfinale aus.
Drei Wochen davor, am 17. März 1979, bestritt Zirngibl in Augsburg das einzige Davis-Cup-Spiel seiner Karriere. In der Viertelfinalbegegnung der Europazone besiegte er zusammen mit seinem Doppelpartner Ulrich Pinner das israelische Doppel Shlomo Glickstein und Meir Wertheimer in vier Sätzen.
Heute arbeitet Zirngibl in München als Orthopäde und Sportmediziner.

## Erfolge

### Einzel

#### Turniersiege
| Nr. | Datum         | Turnier | Belag | Finalgegner  | Ergebnis           |
| --- | ------------- | ------- | ----- | ------------ | ------------------ |
| 1.  | 18. Juni 1978 | Brüssel | Sand  | Ricardo Cano | 1:6, 6:3, 6:4, 6:3 |

#### Challenger Series
| Nr. | Datum        | Turnier  | Belag | Finalgegner    | Ergebnis |
| --- | ------------ | -------- | ----- | -------------- | -------- |
| 1.  | 2. Mai 1981  | Berlin   | Sand  | Erick Iskersky | 6:3, 7:6 |
| 2.  | 10. Mai 1981 | Galatina | Sand  | Hans Simonsson | 7:6, 7:5 |

## Publikationen
- Kompressionssyndrome im Bereich der unteren Extremität, von Werner Zirngibl, München, Univ., Diss., 1990, 80 Seiten